# Alexander Sigurbjörnsson
Alexander Sigurbjörnsson Benet (conocido como Àlex Sigurbjörnsson; Reikiavik, Islandia, 13 de diciembre de 1988) es un deportista español que compitió en remo. Su hermano Daniel compitió en el mismo deporte.
Ganó una medalla de plata en el Campeonato Europeo de Remo de 2012, en la prueba de dos sin timonel. Participó en los Juegos Olímpicos de Río de Janeiro 2016, ocupando el decimotercer lugar en la misma prueba.
Estudió Psicología en la Universidad de Gerona.

## Palmarés internacional
| Campeonato Europeo | Campeonato Europeo | Campeonato Europeo | Campeonato Europeo |
| Año                | Lugar              | Medalla            | Prueba             |
| ------------------ | ------------------ | ------------------ | ------------------ |
| 2012               | Varese (Italia)    | Medalla de plata   | Dos sin timonel    |